# Sa’idijja
Sa’idijja – wieś w Syrii, w muhafazie Aleppo, w dystrykcie Manbidż. W 2004 roku liczyła 1150 mieszkańców.